# Liga Siatkówki Kobiet (2019/2020)
Liga Siatkówki Kobiet 2019/2020 – 15. sezon mistrzostw Polski organizowany przez Polską Ligę Siatkówki pod egidą Polskiego Związku Piłki Siatkowej (PZPS).

## Drużyny uczestniczące
| \| \| Uczestnicy poprzedniej edycji \| \| \| \| --------------------------------------------------------------------------------------------------------------------------------------------------------------------------------- \| ----------------------------- \| -- \| --- \| \| ŁDZ \| ŁKS Commercecon Łódź \| 1 \| LM \| \| ŁÓD \| Budowlani Łódź \| 2 \| LM \| \| RZE \| KS Developres Rzeszów \| 3 \| CEV \| \| POL \| Grupa Azoty Chemik Police \| 4 \| CEV \| \| BIE \| BKS Stal Bielsko-Biała \| 5 \| \| \| BYD \| Bank Pocztowy Pałac Bydgoszcz \| 6 \| \| \| KAL \| Energa MKS Kalisz \| 7 \| \| \| RAD \| Radomka Radom \| 8 \| \| \| PIŁ \| PTPS Piła \| 9 \| \| \| LEG \| DPD Legionovia Legionowo \| 10 \| \| \| WRO \| Volleyball Wrocław \| 11 \| \| \| \| Awans z I ligi \| \| \| \| WAW \| Wisła Warszawa \| 2 \| \| \| Oznaczenia: - kolumna pierwsza – skróty nazw drużyn wpisane na mapie (jeśli ta została zamieszczona), - kolumna trzecia – miejsce zajęte przez daną drużynę w poprzednim sezonie. \| \| \| \| |                               | ŁÓDŁDZPOLRZEBIEBYDKALRADPIŁLEGWROWAW Lokalizacja klubów |     |
| | Uczestnicy poprzedniej edycji |                                                         |     |
| ŁDZ | ŁKS Commercecon Łódź          | 1                                                       | LM  |
| ŁÓD | Budowlani Łódź                | 2                                                       | LM  |
| RZE | KS Developres Rzeszów         | 3                                                       | CEV |
| POL | Grupa Azoty Chemik Police     | 4                                                       | CEV |
| BIE | BKS Stal Bielsko-Biała        | 5                                                       |     |
| BYD | Bank Pocztowy Pałac Bydgoszcz | 6                                                       |     |
| KAL | Energa MKS Kalisz             | 7                                                       |     |
| RAD | Radomka Radom                 | 8                                                       |     |
| PIŁ | PTPS Piła                     | 9                                                       |     |
| LEG | DPD Legionovia Legionowo      | 10                                                      |     |
| WRO | Volleyball Wrocław            | 11                                                      |     |
| | Awans z I ligi                |                                                         |     |
| WAW | Wisła Warszawa                | 2                                                       |     |
| Oznaczenia: - kolumna pierwsza – skróty nazw drużyn wpisane na mapie (jeśli ta została zamieszczona), - kolumna trzecia – miejsce zajęte przez daną drużynę w poprzednim sezonie. |                               |                                                         |     |

## Hale sportowe
| Klub                          | Hala sportowa                           | Liczba miejsc siedzących |
| ----------------------------- | --------------------------------------- | ------------------------ |
| BKS Stal Bielsko-Biała        | Hala BKS Stal                           | 1400                     |
| Enea PTPS Piła                | Hala Sportowo-Widowiskowa MOSiR         | 1500                     |
| Energa MKS Kalisz             | Arena Kalisz                            | 3164                     |
| Grot Budowlani Łódź           | Łódź Sport Arena im. Józefa Żylińskiego | 3000                     |
| Volleyball Wrocław            | Hala „Orbita”                           | 3000                     |
| KS Developres Rzeszów         | Hala Podpromie                          | 4300                     |
| Bank Pocztowy Pałac Bydgoszcz | Hala Łuczniczka                         | 6082                     |
| ŁKS Commercecon Łódź          | Łódź Sport Arena im. Józefa Żylińskiego | 3000                     |
| Grupa Azoty Chemik Police     | Hala sportowa im. Ignacego Łukasiewicza | 1100                     |
| Radomka Radom                 | Hala sportowa MOSiR                     | 2500                     |
| DPD Legionovia Legionowo      | Arena Legionowo                         | 1988                     |
| Wisła Warszawa                | Hala OSiR Bemowo                        | 800                      |

## Rozgrywki

### Faza zasadnicza

#### Tabela wyników
| Gospodarz \ Gość1         | ŁDZ | ŁÓD | RZE | POL | BIE | BYD | KAL | RAD | PIŁ | LEG | WRO | WAW |
| ------------------------- | --- | --- | --- | --- | --- | --- | --- | --- | --- | --- | --- | --- |
| ŁKS Commercecon Łódź      | -   | 1:3 | 0:3 | 2:3 | 3:2 | 3:1 | 3:0 | 3:0 | 1:3 | 3:0 | 3:1 | 3:0 |
| Budowlani Łódź            | 1:3 | -   | 0:3 | 0:3 | 3:1 | 0:3 | 3:0 | 3:2 | 3:1 | 1:3 | 3:0 | 3:0 |
| KS Developres Rzeszów     | 3:2 | 3:0 | -   | 0:3 | 3:1 | 3:0 | 3:0 | 3:0 | 3:0 | 3:1 | 3:0 | 3:0 |
| Grupa Azoty Chemik Police | 3:2 | 3:0 | 2:3 | -   | 3:0 | 3:0 | 3:0 | 3:0 | 3:0 | 3:0 | 3:0 | 3:1 |
| BKS Stal Bielsko-Biała    | 3:1 | 1:3 | 0:3 | 0:3 | -   | 3:0 | 3:1 | 3:2 | 1:3 | 2:3 | 3:1 | 3:0 |
| KS Pałac Bydgoszcz        | 0:3 | 2:3 | 2:3 | 2:3 | 3:2 | -   | 3:0 | 2:3 | 3:0 | 1:3 | 3:0 | 3:0 |
| Energa MKS Kalisz         | 2:3 | 1:3 | 0:3 | 1:3 | 3:1 | 1:3 | -   | 3:1 | 2:3 | 3:1 | 3:2 | 3:0 |
| Radomka Radom             | 1:3 | 3:2 | 1:3 | 0:3 | 1:3 | 3:0 | 0:3 | -   | 0:3 | 3:1 | 3:1 | 3:2 |
| PTPS Piła                 | 1:3 | 0:3 | 0:3 | 1:3 | 3:0 | 0:3 | 1:3 | 3:1 | -   | 1:3 | 0:3 | 3:0 |
| Legionovia Legionowo      | 3:0 | 3:0 | 2:3 | 2:3 | 3:2 | 3:2 | 3:1 | 3:1 | 2:3 | -   | 3:1 | 3:0 |
| Volleyball Wrocław        | 0:3 | 0:3 | 0:3 | 0:3 | 1:3 | 3:2 | 3:2 | 3:1 | 1:3 | 1:3 | -   | 3:0 |
| Wisła Warszawa            | 0:3 | 0:3 | 0:3 | 0:3 | 1:3 | 0:3 | 2:3 | 0:3 | 1:3 | 0:3 | 1:3 | -   |

Źródło: lsk.pls.pl (pol.)
1 Drużyna gospodarzy jest wymieniona po lewej stronie tabeli.
Kolory:
  zwycięstwo gospodarzy 3:0 lub 3:1
  zwycięstwo gospodarzy 3:2
  zwycięstwo gości 3:0 lub 3:1
  zwycięstwo gości 3:2

#### Terminarz i wyniki
| Data        | Godz. | Gospodarz                     | Rezultat                                | Gość                          | Widzów | MVP                        |
| ----------- | ----- | ----------------------------- | --------------------------------------- | ----------------------------- | ------ | -------------------------- |
| 1. kolejka  |       |                               |                                         |                               |        |                            |
| 11.10.2019  | 17:30 | KS Developres Rzeszów         | 3:1 (25:23, 25:18, 22:25, 25:20)        | DPD Legionovia Legionowo      | 2879   | Katarzyna Zaroślińska-Król |
| 12.10.2019  | 17:00 | Bank Pocztowy Pałac Bydgoszcz | 2:3 (28:26, 25:27, 17:25, 25:18, 19:21) | Budowlani Łódź                | 800    | Charlotte Leys             |
| 12.10.2019  | 18:00 | Grupa Azoty Chemik Police     | 3:0 (25:13, 25:15, 25:18)               | PTPS Piła                     | 1100   | Martyna Grajber            |
| 12.10.2019  | 18:00 | ŁKS Commercecon Łódź          | 3:0 (25:22, 25:23, 25:22)               | Energa MKS Kalisz             | 1645   | Katarina Lazović           |
| 12.10.2019  | 18:00 | Wisła Warszawa                | 1:3 (23:25, 26:28, 25:23, 21:25)        | Volleyball Wrocław            | 600    | Aleksandra Rasińska        |
| 14.10.2019  | 17:30 | Radomka Radom                 | 1:3 (21:25, 25:21, 23:25, 22:25)        | BKS Stal Bielsko-Biała        | 600    | Olivia Różański            |
| 2. kolejka  |       |                               |                                         |                               |        |                            |
| 18.10.2019  | 18:00 | Radomka Radom                 | 1:3 (25:22, 22:25, 21:25, 18:25)        | ŁKS Commercecon Łódź          | 600    | Katarina Lazović           |
| 18.10.2019  | 20:00 | DPD Legionovia Legionowo      | 2:3 (26:24, 25:23, 18:25, 16:25, 8:15)  | Grupa Azoty Chemik Police     | 1550   | Wilma Salas                |
| 19.10.2019  | 17:00 | Bank Pocztowy Pałac Bydgoszcz | 3:0 (26:24, 25:23, 26:24)               | Wisła Warszawa                | 910    | Anna Stencel               |
| 19.10.2019  | 18:00 | PTPS Piła                     | 3:0 (25:22, 25:19, 25:22)               | BKS Stal Bielsko-Biała        | 942    | Karolina Bednarek          |
| 20.10.2019  | 14:45 | Budowlani Łódź                | 3:0 (28:26, 27:25, 25:19)               | Energa MKS Kalisz             | 1500   | Maria Stenzel              |
| 20.10.2019  | 17:00 | Volleyball Wrocław            | 0:3 (20:25, 18:25, 21:25)               | KS Developres Rzeszów         | 1150   | Natalia Valentin           |
| 3. kolejka  |       |                               |                                         |                               |        |                            |
| 25.10.2019  | 17:30 | BKS Stal Bielsko-Biała        | 2:3 (25:27, 22:25, 25:21, 25:20, 13:15) | DPD Legionovia Legionowo      | 800    | Olga Strandzali            |
| 26.10.2019  | 17:00 | KS Developres Rzeszów         | 3:0 (25:20, 25:18, 31:29)               | Bank Pocztowy Pałac Bydgoszcz | 3074   | Katarzyna Zaroślińska-Król |
| 26.10.2019  | 18:00 | Grupa Azoty Chemik Police     | 3:0 (25:20, 25:20, 25:20)               | Volleyball Wrocław            | 1150   | Iga Wasilewska             |
| 27.10.2019  | 18:00 | ŁKS Commercecon Łódź          | 1:3 (24:26, 22:25, 25:23, 14:25)        | PTPS Piła                     | 1150   | Oliwia Urban               |
| 28.10.2019  | 17:30 | Energa MKS Kalisz             | 3:1 (25:18, 28:26, 23:25, 25:12)        | Radomka Radom                 | 2275   | Weronika Centka            |
| 28.10.2019  | 19:00 | Wisła Warszawa                | 0:3 (23:25, 17:25, 13:25)               | Budowlani Łódź                | 300    | Maria Stenzel              |
| 4. kolejka  |       |                               |                                         |                               |        |                            |
| 05.11.2019  | 18:00 | Volleyball Wrocław            | 1:3 (19:25, 25:19, 19:25, 17:25)        | BKS Stal Bielsko-Biała        | 817    | Andrea Kossanyiová         |
| 08.11.2019  | 17:30 | Bank Pocztowy Pałac Bydgoszcz | 2:3 (17:25, 25:21, 25:18, 19:25, 17:19) | Grupa Azoty Chemik Police     | 1740   | Wilma Salas                |
| 08.11.2019  | 18:00 | Wisła Warszawa                | 0:3 (20:25, 15:25, 14:25)               | KS Developres Rzeszów         | 2127   | Alexandra Frantti          |
| 09.11.2019  | 16:30 | PTPS Piła                     | 1:3 (25:20, 22:25, 23:25, 19:25)        | Energa MKS Kalisz             | 1160   | Monika Ptak                |
| 09.11.2019  | 18:00 | DPD Legionovia Legionowo      | 3:0 (25:16, 25:12, 25:22)               | ŁKS Commercecon Łódź          | 1700   | Maja Tokarska              |
| 11.11.2019  | 17:30 | Budowlani Łódź                | 3:2 (22:25, 23:25, 25:16, 33:31, 15:8)  | Radomka Radom                 | 1715   | Anastasija Krajduba        |
| 5. kolejka  |       |                               |                                         |                               |        |                            |
| 15.11.2019  | 17:30 | ŁKS Commercecon Łódź          | 3:1 (25:22, 21:25, 25:20, 25:20)        | Volleyball Wrocław            | 1200   | Joanna Pacak               |
| 16.11.2019  | 18:00 | Grupa Azoty Chemik Police     | 3:1 (21:25, 25:19, 25:18, 25:15)        | Wisła Warszawa                | 1075   | Marlena Kowalewska         |
| 17.11.2019  | 15:00 | KS Developres Rzeszów         | 3:0 (25:20, 25:22, 25:23)               | Budowlani Łódź                | 4218   | Katarzyna Zaroślińska-Król |
| 17.11.2019  | 17:30 | Energa MKS Kalisz             | 3:1 (27:25, 25:18, 22:25, 25:21)        | DPD Legionovia Legionowo      | 2360   | Monika Ptak                |
| 18.11.2019  | 17:30 | Radomka Radom                 | 0:3 (25:27, 27:29, 21:25)               | PTPS Piła                     | 950    | Paula Słonecka             |
| 19.11.2019  | 18:00 | BKS Stal Bielsko-Biała        | 3:0 (25:22, 25:18, 25:23)               | Bank Pocztowy Pałac Bydgoszcz | 700    | Andrea Kossanyiová         |
| 6. kolejka  |       |                               |                                         |                               |        |                            |
| 22.11.2019  | 17:30 | Bank Pocztowy Pałac Bydgoszcz | 0:3 (16:25, 22:25, 14:25)               | ŁKS Commercecon Łódź          | 1550   | Katarina Lazović           |
| 23.11.2019  | 18:00 | DPD Legionovia Legionowo      | 3:1 (25:17, 20:25, 25:23, 25:21)        | Radomka Radom                 | 1510   | Alicja Grabka              |
| 24.11.2019  | 15:00 | Wisła Warszawa                | 1:3 (19:25, 22:25, 28:26, 19:25)        | BKS Stal Bielsko-Biała        | 280    | Kinga Drabek               |
| 24.11.2019  | 17:00 | Budowlani Łódź                | 3:1 (25:11, 20:25, 25:15, 25:17)        | PTPS Piła                     | 1400   | Julia Nowicka              |
| 25.11.2019  | 17:30 | KS Developres Rzeszów         | 0:3 (26:28, 21:25, 23:25)               | Grupa Azoty Chemik Police     | 4231   | Marlena Kowalewska         |
| 25.11.2019  | 20:30 | Volleyball Wrocław            | 3:2 (25:19, 17:25, 15:25, 25:19, 15:12) | Energa MKS Kalisz             | 327    | Dominika Mras              |
| 7. kolejka  |       |                               |                                         |                               |        |                            |
| 29.11.2019  | 17:30 | BKS Stal Bielsko-Biała        | 0:3 (20:25, 20:25, 19:25)               | KS Developres Rzeszów         | 700    | Aleksandra Krzos           |
| 29.11.2019  | 20:30 | PTPS Piła                     | 1:3 (18:25, 25:21, 23:25, 22:25)        | DPD Legionovia Legionowo      | 915    | Julie Oliveira Souza       |
| 30.11.2019  | 18:00 | Grupa Azoty Chemik Police     | 3:0 (25:12, 25:21, 25:19)               | Budowlani Łódź                | 1200   | Marlena Kowalewska         |
| 30.11.2019  | 18:00 | Radomka Radom                 | 3:1 (25:22, 25:21, 19:25, 25:19)        | Volleyball Wrocław            | 700    | Agata Witkowska            |
| 30.11.2019  | 18:30 | Energa MKS Kalisz             | 1:3 (15:25, 30:28, 22:25, 20:25)        | Bank Pocztowy Pałac Bydgoszcz | 1820   | Anna Stencel               |
| 01.12.2019  | 17:30 | ŁKS Commercecon Łódź          | 3:0 (25:16, 25:22, 25:19)               | Wisła Warszawa                | 2000   | Klaudia Alagierska         |
| 8. kolejka  |       |                               |                                         |                               |        |                            |
| 07.12.2019  | 16:00 | Wisła Warszawa                | 2:3 (25:16, 24:26, 25:20, 20:25, 11:15) | Energa MKS Kalisz             | 300    | Ewelina Brzezińska         |
| 07.12.2019  | 17:00 | Bank Pocztowy Pałac Bydgoszcz | 2:3 (28:26, 25:17, 22:25, 13:25, 13:15) | Radomka Radom                 | 950    | Marharyta Azizowa          |
| 07.12.2019  | 17:00 | KS Developres Rzeszów         | 3:2 (23:25, 19:25, 26:24, 25:23, 15:11) | ŁKS Commercecon Łódź          | 2103   | Jelena Blagojević          |
| 07.12.2019  | 18:00 | Grupa Azoty Chemik Police     | 3:0 (25:14, 25:23, 25:18)               | BKS Stal Bielsko-Biała        | 900    | Wilma Salas                |
| 08.12.2019  | 17:30 | Budowlani Łódź                | 1:3 (25:17, 18:25, 22:25, 19:25)        | DPD Legionovia Legionowo      | 750    | Magdalena Damaske          |
| 22.12.2019  | 20:30 | Volleyball Wrocław            | 1:3 (25:23, 23:25, 16:25, 22:25)        | PTPS Piła                     | 554    | Aleksandra Kazała          |
| 9. kolejka  |       |                               |                                         |                               |        |                            |
| 10.12.2019  | 17:30 | PTPS Piła                     | 0:3 (20:25, 22:25, 18:25)               | Bank Pocztowy Pałac Bydgoszcz | 870    | Tereza Vanžurová           |
| 11.12.2019  | 18:00 | BKS Stal Bielsko-Biała        | 1:3 (26:28, 19:25, 25:16, 23:25)        | Budowlani Łódź                | 500    | Anna Bączyńska             |
| 11.12.2019  | 18:00 | Radomka Radom                 | 3:2 (25:16, 15:25, 23:25, 25:13, 15:8)  | Wisła Warszawa                | 600    | Julieta Constanza Lazcano  |
| 11.12.2019  | 18:30 | Energa MKS Kalisz             | 0:3 (19:25, 22:25, 22:25)               | KS Developres Rzeszów         | 1720   | Michaela Mlejnková         |
| 11.12.2019  | 19:00 | DPD Legionovia Legionowo      | 3:1 (25:19, 16:25, 25:20, 25:20)        | Volleyball Wrocław            | 1100   | Alicja Grabka              |
| 11.12.2019  | 20:30 | ŁKS Commercecon Łódź          | 2:3 (15:25, 23:25, 25:21, 25:21, 16:18) | Grupa Azoty Chemik Police     | 1300   | Natalia Mędrzyk            |
| 10. kolejka |       |                               |                                         |                               |        |                            |
| 13.12.2019  | 17:30 | Wisła Warszawa                | 1:3 (17:25, 23:25, 25:22, 18:25)        | PTPS Piła                     | 140    | Aleksandra Kazała          |
| 14.12.2019  | 15:00 | KS Developres Rzeszów         | 3:0 (25:22, 25:20, 25:14)               | Radomka Radom                 | 2414   | Katarzyna Zaroślińska-Król |
| 14.12.2019  | 16:00 | Grupa Azoty Chemik Police     | 3:0 (25:18, 25:23, 25:14)               | Energa MKS Kalisz             | 950    | Martyna Grajber            |
| 14.12.2019  | 18:00 | BKS Stal Bielsko-Biała        | 3:1 (19:25, 25:23, 25:14, 25:21)        | ŁKS Commercecon Łódź          | 700    | Olivia Różański            |
| 15.12.2019  | 17:00 | Budowlani Łódź                | 3:0 (25:19, 25:19, 25:18)               | Volleyball Wrocław            | 1350   | Julia Nowicka              |
| 15.12.2019  | 17:00 | Bank Pocztowy Pałac Bydgoszcz | 1:3 (15:25, 16:25, 25:18, 25:27)        | DPD Legionovia Legionowo      | 690    | Olga Strandzali            |
| 11. kolejka |       |                               |                                         |                               |        |                            |
| 22.10.2019  | 18:00 | PTPS Piła                     | 0:3 (15:25, 22:25, 21:25)               | KS Developres Rzeszów         | 710    | Katarzyna Zaroślińska-Król |
| 23.10.2019  | 18:00 | Radomka Radom                 | 0:3 (18:25, 17:25, 16:25)               | Grupa Azoty Chemik Police     | 800    | Gyselle Silva              |
| 23.10.2019  | 20:30 | ŁKS Commercecon Łódź          | 1:3 (25:20, 23:25, 23:25, 23:25)        | Budowlani Łódź                | 2800   | Anastasija Krajduba        |
| 17.12.2019  | 20:30 | Volleyball Wrocław            | 3:2 (24:26, 25:23, 25:21, 23:25, 15:10) | Bank Pocztowy Pałac Bydgoszcz | 717    | Aleksandra Rasińska        |
| 18.12.2019  | 18:30 | Energa MKS Kalisz             | 3:1 (8:25, 25:22, 26:24, 25:23)         | BKS Stal Bielsko-Biała        | 1540   | Adela Helić                |
| 21.12.2019  | 18:00 | DPD Legionovia Legionowo      | 3:0 (25:20, 25:20, 25:19)               | Wisła Warszawa                | 1480   | Olga Strandzali            |
| 12. kolejka |       |                               |                                         |                               |        |                            |
| 30.10.2019  | 18:00 | PTPS Piła                     | 1:3 (22:25, 26:24, 16:25, 21:25)        | Grupa Azoty Chemik Police     | 1190   | Paulina Maj-Erwardt        |
| 30.10.2019  | 19:00 | DPD Legionovia Legionowo      | 2:3 (18:25, 25:13, 16:25, 25:21, 14:16) | KS Developres Rzeszów         | 1100   | Daria Przybyła             |
| 31.10.2019  | 18:00 | BKS Stal Bielsko-Biała        | 3:2 (22:25, 13:25, 28:26, 25:20, 16:14) | Radomka Radom                 | 400    | Magdalena Kowalczyk        |
| 02.11.2019  | 18:30 | Energa MKS Kalisz             | 2:3 (25:22, 20:25, 27:25, 19:25, 5:15)  | ŁKS Commercecon Łódź          | 2380   | Klaudia Alagierska         |
| 03.11.2019  | 17:30 | Budowlani Łódź                | 0:3 (23:25, 25:27, 16:25)               | Bank Pocztowy Pałac Bydgoszcz | 1625   | Monika Fedusio             |
| 04.01.2020  | 17:30 | Volleyball Wrocław            | 3:0 (26:24, 25:12, 25:20)               | Wisła Warszawa                | 1047   | Dominika Mras              |
| 13. kolejka |       |                               |                                         |                               |        |                            |
| 12.11.2019  | 18:00 | KS Developres Rzeszów         | 3:0 (25:14, 25:19, 25:15)               | Volleyball Wrocław            | 2269   | Aleksandra Krzos           |
| 13.11.2019  | 18:00 | Grupa Azoty Chemik Police     | 3:0 (25:12, 25:20, 25:15)               | DPD Legionovia Legionowo      | 1050   | Gyselle Silva              |
| 13.11.2019  | 18:30 | ŁKS Commercecon Łódź          | 3:0 (25:14, 25:19, 25:19)               | Radomka Radom                 | 600    | Joanna Pacak               |
| 13.11.2019  | 18:30 | Energa MKS Kalisz             | 1:3 (32:30, 19:25, 22:25, 18:25)        | Budowlani Łódź                | 2030   | Jaroslava Pencová          |
| 08.01.2020  | 17:30 | BKS Stal Bielsko-Biała        | 1:3 (25:21, 21:25, 25:27, 22:25)        | PTPS Piła                     | 600    | Paula Słonecka             |
| 19.02.2020  | 18:00 | Wisła Warszawa                | 0:3 (15:25, 10:25, 23:25)               | Bank Pocztowy Pałac Bydgoszcz | 300    | Ewelina Żurowska           |
| 14. kolejka |       |                               |                                         |                               |        |                            |
| 18.01.2020  | 14:45 | Bank Pocztowy Pałac Bydgoszcz | 2:3 (19:25, 19:25, 25:21, 25:21, 18:20) | KS Developres Rzeszów         | 1150   | Alexandra Frantti          |
| 18.01.2020  | 17:00 | Budowlani Łódź                | 3:0 (25:0, 25:0, 25:0)                  | Wisła Warszawa                |        |                            |
| 18.01.2020  | 17:00 | Volleyball Wrocław            | 0:3 (22:25, 11:25, 20:25)               | Grupa Azoty Chemik Police     | 1164   | Martyna Grajber            |
| 18.01.2020  | 18:00 | PTPS Piła                     | 1:3 (15:25, 22:25, 25:21, 15:25)        | ŁKS Commercecon Łódź          | 1120   | Monika Bociek              |
| 19.01.2020  | 20:30 | DPD Legionovia Legionowo      | 3:2 (25:21, 24:26, 10:25, 25:23, 15:13) | BKS Stal Bielsko-Biała        | 1450   | Olga Strandzali            |
| 20.01.2020  | 17:30 | Radomka Radom                 | 0:3 (20:25, 17:25, 25:27)               | Energa MKS Kalisz             | 1000   | Adrianna Budzoń            |
| 15. kolejka |       |                               |                                         |                               |        |                            |
| 24.01.2020  | 17:30 | BKS Stal Bielsko-Biała        | 3:1 (23:25, 25:20, 25:10, 25:19)        | Volleyball Wrocław            | 900    | Kornelia Moskwa            |
| 24.01.2020  | 20:30 | Grupa Azoty Chemik Police     | 3:0 (25:20, 25:23, 25:21)               | Bank Pocztowy Pałac Bydgoszcz | 900    | Wilma Salas                |
| 25.01.2020  | 17:00 | KS Developres Rzeszów         | 3:0 (25:13, 25:16, 25:13)               | Wisła Warszawa                | 1897   | Gabriela Polańska          |
| 25.01.2020  | 17:00 | Radomka Radom                 | 3:2 (25:23, 25:23, 29:31, 21:25, 15:11) | Budowlani Łódź                | 800    | Paulina Zaborowska         |
| 25.01.2020  | 18:30 | Energa MKS Kalisz             | 2:3 (23:25, 25:16, 22:25, 25:16, 15:17) | PTPS Piła                     | 2295   | Aleksandra Kazała          |
| 26.01.2020  | 17:30 | ŁKS Commercecon Łódź          | 3:0 (25:23, 25:23, 25:23)               | DPD Legionovia Legionowo      | 1500   | Eva Mori                   |
| 16. kolejka |       |                               |                                         |                               |        |                            |
| 29.01.2020  | 12:00 | Wisła Warszawa                | 0:3 (13:25, 19:25, 11:25)               | Grupa Azoty Chemik Police     | 16     | Paulina Maj-Erwardt        |
| 29.01.2020  | 17:30 | Budowlani Łódź                | 0:3 (20:25, 22:25, 23:25)               | KS Developres Rzeszów         | 1072   | Alexandra Frantti          |
| 29.01.2020  | 18:00 | Volleyball Wrocław            | 0:3 (19:25, 20:25, 20:25)               | ŁKS Commercecon Łódź          | 814    | Katarina Lazović           |
| 29.01.2020  | 18:00 | PTPS Piła                     | 3:1 (29:27, 25:19, 13:25, 29:27)        | Radomka Radom                 | 1070   | Aleksandra Kazała          |
| 29.01.2020  | 18:00 | Bank Pocztowy Pałac Bydgoszcz | 3:2 (20:25, 28:26, 28:26, 22:25, 18:16) | BKS Stal Bielsko-Biała        | 760    | Patrycja Balmas            |
| 29.01.2020  | 19:00 | DPD Legionovia Legionowo      | 3:1 (25:19, 18:25, 25:21, 25:22)        | Energa MKS Kalisz             | 1250   | Juliette Fidon-Lebleu      |
| 17. kolejka |       |                               |                                         |                               |        |                            |
| 01.02.2020  | 16:00 | Radomka Radom                 | 3:1 (25:21, 21:25, 28:26, 27:25)        | DPD Legionovia Legionowo      | 835    | Paulina Zaborowska         |
| 01.02.2020  | 18:00 | PTPS Piła                     | 0:3 (19:25, 23:25, 23:25)               | Budowlani Łódź                | 1020   | Anastasija Krajduba        |
| 02.02.2020  | 14:45 | Grupa Azoty Chemik Police     | 2:3 (25:21, 25:19, 14:25, 18:25, 8:15)  | KS Developres Rzeszów         | 1160   | Michaela Mlejnková         |
| 02.02.2020  | 18:00 | BKS Stal Bielsko-Biała        | 3:0 (25:8, 25:18, 25:17)                | Wisła Warszawa                | 600    | Marta Wellna               |
| 02.02.2020  | 20:30 | ŁKS Commercecon Łódź          | 3:1 (25:18, 25:20, 18:25, 25:21)        | Bank Pocztowy Pałac Bydgoszcz | 2000   | Eva Mori                   |
| 03.02.2020  | 17:30 | Energa MKS Kalisz             | 3:2 (23:25, 24:26, 25:19, 25:19, 15:11) | Volleyball Wrocław            | 2070   | Monika Ptak                |
| 18. kolejka |       |                               |                                         |                               |        |                            |
| 07.02.2020  | 20:30 | DPD Legionovia Legionowo      | 2:3 (18:25, 25:23, 23:25, 26:24, 13:15) | PTPS Piła                     | 1550   | Żaneta Baran               |
| 08.02.2020  | 17:00 | Volleyball Wrocław            | 3:1 (22:25, 25:19, 25:22, 25:17)        | Radomka Radom                 | 903    | Aleksandra Rasińska        |
| 08.02.2020  | 17:00 | KS Developres Rzeszów         | 3:1 (25:20, 25:18, 19:25, 25:22)        | BKS Stal Bielsko-Biała        | 2841   | Michaela Mlejnková         |
| 08.02.2020  | 18:00 | Wisła Warszawa                | 0:3 (11:25, 16:25, 15:25)               | ŁKS Commercecon Łódź          | 290    | Krystyna Strasz            |
| 09.02.2020  | 17:30 | Budowlani Łódź                | 0:3 (21:25, 19:25, 19:25)               | Grupa Azoty Chemik Police     | 2450   | Wilma Salas                |
| 10.02.2020  | 17:30 | Bank Pocztowy Pałac Bydgoszcz | 3:0 (25:20, 25:19, 25:15)               | Energa MKS Kalisz             | 750    | Patrycja Balmas            |
| 19. kolejka |       |                               |                                         |                               |        |                            |
| 15.02.2020  | 17:30 | DPD Legionovia Legionowo      | 3:0 (25:12, 25:21, 25:22)               | Budowlani Łódź                | 1500   | Maja Tokarska              |
| 15.02.2020  | 18:00 | PTPS Piła                     | 0:3 (17:25, 17:25, 18:25)               | Volleyball Wrocław            | 1095   | Aleksandra Rasińska        |
| 15.02.2020  | 18:00 | ŁKS Commercecon Łódź          | 0:3 (14:25, 23:25, 21:25)               | KS Developres Rzeszów         | 2000   | Katarzyna Zaroślińska-Król |
| 15.02.2020  | 18:30 | Energa MKS Kalisz             | 3:0 (25:16, 25:22, 25:10)               | Wisła Warszawa                | 2077   | Justyna Łysiak             |
| 16.02.2020  | 18:00 | BKS Stal Bielsko-Biała        | 0:3 (21:25, 21:25, 19:25)               | Grupa Azoty Chemik Police     | 1567   | Gyselle Silva              |
| 17.02.2020  | 17:30 | Radomka Radom                 | 3:0 (25:23, 25:16, 25:21)               | Bank Pocztowy Pałac Bydgoszcz | 1000   | Renata Biała               |
| 20. kolejka |       |                               |                                         |                               |        |                            |
| 22.02.2020  | 17:00 | Bank Pocztowy Pałac Bydgoszcz | 3:0 (25:8, 25:17, 25:12)                | PTPS Piła                     | 1550   | Magdalena Mazurek          |
| 22.02.2020  | 17:00 | KS Developres Rzeszów         | 3:0 (25:19, 25:15, 25:22)               | Energa MKS Kalisz             | 2891   | Michaela Mlejnková         |
| 22.02.2020  | 17:00 | Volleyball Wrocław            | 1:3 (20:25, 25:20, 20:25, 21:25)        | DPD Legionovia Legionowo      | 1012   | Alicja Grabka              |
| 22.02.2020  | 19:00 | Wisła Warszawa                | 0:3 (20:25, 20:25, 10:25)               | Radomka Radom                 | 200    | Majka Szczepańska-Pogoda   |
| 23.02.2020  | 17:00 | Budowlani Łódź                | 3:1 (25:27, 25:23, 25:21, 25:20)        | BKS Stal Bielsko-Biała        | 1615   | Małgorzata Śmieszek        |
| 23.02.2020  | 17:30 | Grupa Azoty Chemik Police     | 3:2 (25:19, 19:25, 25:21, 22:25, 15:10) | ŁKS Commercecon Łódź          | 1020   | Paulina Maj-Erwardt        |
| 21. kolejka |       |                               |                                         |                               |        |                            |
| 25.02.2020  | 17:30 | Radomka Radom                 | 1:3 (25:22, 18:25, 18:25, 17:25)        | KS Developres Rzeszów         | 1000   | Katarzyna Zaroślińska-Król |
| 26.02.2020  | 18:00 | PTPS Piła                     | 3:0 (25:12, 25:11, 25:9)                | Wisła Warszawa                | 420    | Karolina Bednarek          |
| 26.02.2020  | 18:00 | Volleyball Wrocław            | 0:3 (23:25, 20:25, 18:25)               | Budowlani Łódź                | 421    | Julia Twardowska           |
| 26.02.2020  | 18:30 | Energa MKS Kalisz             | 1:3 (25:22, 20:25, 23:25, 17:25)        | Grupa Azoty Chemik Police     | 1690   | Wilma Salas                |
| 26.02.2020  | 19:00 | DPD Legionovia Legionowo      | 3:2 (17:25, 21:25, 25:18, 25:22, 15:8)  | Bank Pocztowy Pałac Bydgoszcz | 1100   | Magdalena Damaske          |
| 27.02.2020  | 18:30 | ŁKS Commercecon Łódź          | 3:2 (19:25, 25:21, 25:18, 16:25, 15:11) | BKS Stal Bielsko-Biała        | 1200   | Aleksandra Wójcik          |
| 22. kolejka |       |                               |                                         |                               |        |                            |
| 29.02.2020  | 16:00 | Grupa Azoty Chemik Police     | 3:0 (25:20, 25:18, 25:23)               | Radomka Radom                 | 850    | Wilma Salas                |
| 29.02.2020  | 17:00 | KS Developres Rzeszów         | 3:0 (25:20, 30:28, 25:13)               | PTPS Piła                     | 2097   | Katarzyna Zaroślińska-Król |
| 29.02.2020  | 18:00 | Wisła Warszawa                | 0:3 (17:25, 23:25, 13:25)               | DPD Legionovia Legionowo      | 718    | Julie Oliveira Souza       |
| 01.03.2020  | 17:30 | Budowlani Łódź                | 1:3 (15:25, 25:20, 14:25, 18:25)        | ŁKS Commercecon Łódź          | 2900   | Izabela Kowalińska         |
| 02.03.2020  | 17:30 | Bank Pocztowy Pałac Bydgoszcz | 3:0 (25:13, 25:19, 25:20)               | Volleyball Wrocław            | 830    | Anna Stencel               |
| 02.03.2020  | 20:30 | BKS Stal Bielsko-Biała        | 3:1 (26:24, 21:25, 29:27, 25:23)        | Energa MKS Kalisz             | 700    | Andrea Kossanyiová         |

#### Tabela
| Lp. | Drużyna                       | Pkt | Mecze | Mecze | Mecze | Rodzaj wyniku | Rodzaj wyniku | Rodzaj wyniku | Rodzaj wyniku | Rodzaj wyniku | Rodzaj wyniku | Sety | Sety | Sety  | Małe punkty | Małe punkty | Małe punkty |
| Lp. | Drużyna                       | Pkt | M     | W     | P     | 3:0           | 3:1           | 3:2           | 2:3           | 1:3           | 0:3           | wyg. | prz. | stos. | zdob.       | str.        | stos.       |
| --- | ----------------------------- | --- | ----- | ----- | ----- | ------------- | ------------- | ------------- | ------------- | ------------- | ------------- | ---- | ---- | ----- | ----------- | ----------- | ----------- |
| 1   | Grupa Azoty Chemik Police     | 60  | 22    | 21    | 1     | 14            | 3             | 4             | 1             | 0             | 0             | 65   | 14   | 4.64  | 1871        | 1529        | 1.22        |
| 2   | KS Developres Rzeszów         | 59  | 22    | 21    | 1     | 14            | 3             | 4             | 0             | 0             | 1             | 63   | 14   | 4.5   | 1844        | 1535        | 1.2         |
| 3   | ŁKS Commercecon Łódź          | 43  | 22    | 14    | 8     | 7             | 5             | 2             | 3             | 3             | 2             | 51   | 33   | 1.55  | 1896        | 1762        | 1.08        |
| 4   | DPD Legionovia Legionowo      | 42  | 22    | 14    | 8     | 4             | 7             | 3             | 3             | 3             | 2             | 51   | 37   | 1.38  | 1951        | 1900        | 1.03        |
| 5   | Budowlani Łódź                | 38  | 22    | 13    | 9     | 6             | 5             | 2             | 1             | 2             | 6             | 43   | 36   | 1.19  | 1808        | 1715        | 1.05        |
| 6   | Bank Pocztowy Pałac Bydgoszcz | 32  | 22    | 9     | 13    | 7             | 1             | 1             | 6             | 2             | 5             | 41   | 42   | 0.98  | 1846        | 1820        | 1.01        |
| 7   | BKS Stal Bielsko-Biała        | 30  | 22    | 9     | 13    | 2             | 6             | 1             | 4             | 5             | 4             | 40   | 47   | 0.85  | 1968        | 1924        | 1.02        |
| 8   | PTPS Piła                     | 28  | 22    | 10    | 12    | 3             | 5             | 2             | 0             | 5             | 7             | 35   | 45   | 0.78  | 1716        | 1839        | 0.93        |
| 9   | Energa MKS Kalisz             | 25  | 22    | 8     | 14    | 2             | 4             | 2             | 3             | 5             | 6             | 35   | 50   | 0.7   | 1865        | 1930        | 0.97        |
| 10  | Radomka Radom                 | 20  | 22    | 7     | 15    | 2             | 2             | 3             | 2             | 7             | 6             | 32   | 53   | 0.6   | 1844        | 1954        | 0.94        |
| 11  | Volleyball Wrocław            | 17  | 22    | 6     | 16    | 2             | 2             | 2             | 1             | 7             | 8             | 27   | 54   | 0.5   | 1690        | 1869        | 0.9         |
| 12  | Wisła Warszawa                | 2   | 22    | 0     | 22    | 0             | 0             | 0             | 2             | 4             | 16            | 8    | 66   | 0.12  | 1281        | 1803        | 0.71        |

Źródło: lsk.pl (pol.)
Punktacja: 3:0 i 3:1 – 3 pkt; 3:2 – 2 pkt; 2:3 – 1 pkt; 1:3 i 0:3 – 0 pkt
Zasady ustalania kolejności: 1. liczba punktów; 2. stosunek setów; 3. stosunek małych punktów; 4. bilans w bezpośrednich meczach
     faza play-off
     mecze o 9 miejsce
     mecze o 11 miejsce/spadek do I ligi
- Drużyna Wisła Warszawa została ukarana 3 punktami karnymi za nieprzestrzeganie regulaminu ligowego.

## Klasyfikacja końcowa
| Lp. | Drużyna                        |
| --- | ------------------------------ |
| 1   | Grupa Azoty Chemik Police      |
| 2   | KS Developres Rzeszów          |
| 3   | ŁKS Commercecon Łódź           |
| 4   | DPD Legionovia Legionowo       |
| 5   | Budowlani Łódź                 |
| 6   | Bank Pocztowy Pałac Bydgoszcz  |
| 7   | BKS Profi Credit Bielsko-Biała |
| 8   | PTPS Piła                      |
| 9   | Energa MKS Kalisz              |
| 10  | Radomka Radom                  |
| 11  | Volleyball Wrocław             |
| 12  | Wisła Warszawa                 |

     Liga Mistrzyń
     Puchar CEV
     Puchar Challenge
     możliwy spadek do I ligi

## Składy drużyn
| ŁKS Commercecon Łódź | ŁKS Commercecon Łódź             | ŁKS Commercecon Łódź | ŁKS Commercecon Łódź | ŁKS Commercecon Łódź  |
| Nr                   | Imię i nazwisko                  | Data ur.             | Wzrost               | Pozycja               |
| -------------------- | -------------------------------- | -------------------- | -------------------- | --------------------- |
| 1                    | Eva Mori                         | 13.03.1996           | 186                  | rozgrywająca          |
| 2                    | Ewa Kwiatkowska                  | 12.04.1986           | 182                  | środkowa              |
| 4                    | Joanna Pacak                     | 09.06.1996           | 187                  | środkowa              |
| 5                    | Natalia Skrzypkowska             | 23.02.1989           | 180                  | przyjmująca           |
| 6                    | Aleksandra Wójcik                | 03.01.1994           | 185                  | przyjmująca           |
| 7                    | Daria Szczyrba                   | 02.12.1998           | 180                  | przyjmująca           |
| 8                    | Katarina Lazović                 | 12.09.1999           | 182                  | przyjmująca           |
| 9                    | Natalia Dróżdż                   |                      |                      | środkowa              |
| 10                   | Klaudia Gajewska                 | 29.09.1989           | 189                  | środkowa              |
| 11                   | Nicole Edelman (do 08.01.2020)   | 14.04.1994           | 185                  | rozgrywająca          |
| 12                   | Monika Bociek                    | 06.04.1996           | 188                  | atakująca             |
| 13                   | Krystyna Strasz                  | 24.07.1987           | 166                  | libero                |
| 14                   | Izabela Kowalińska               | 23.02.1985           | 189                  | przyjmująca/atakująca |
| 15                   | Klaudia Alagierska               | 02.01.1996           | 190                  | środkowa              |
| 16                   | Anna Korabiec                    | 11.01.1995           | 172                  | libero                |
| 17                   | Oliwia Laszczyk                  | 20.02.2002           |                      | przyjmująca/libero    |
| 18                   | Valeria Caracuta (od 08.01.2020) | 14.12.1987           | 173                  | rozgrywająca          |
|                      | Giuseppe Cuccarini               | Trener               | Trener               | Trener                |
|                      | Marek Solarewicz                 | Asystent trenera     | Asystent trenera     | Asystent trenera      |

| Budowlani Łódź | Budowlani Łódź                 | Budowlani Łódź   | Budowlani Łódź   | Budowlani Łódź   |
| Nr             | Imię i nazwisko                | Data ur.         | Wzrost           | Pozycja          |
| -------------- | ------------------------------ | ---------------- | ---------------- | ---------------- |
| 1              | Maria Stenzel                  | 25.11.1998       | 168              | libero           |
| 2              | Julia Nowicka                  | 21.10.1998       | 175              | rozgrywająca     |
| 5              | Małgorzata Śmieszek            | 11.07.1996       | 188              | środkowa         |
| 6              | Charlotte Leys (do 26.01.2020) | 18.03.1989       | 184              | przyjmująca      |
| 7              | Julia Twardowska               | 04.05.1995       | 188              | przyjmująca      |
| 8              | Anastasija Krajduba            | 15.04.1995       | 194              | atakująca        |
| 9              | Jaroslava Pencová              | 24.06.1990       | 181              | środkowa         |
| 10             | Gabriela Maciągowski           | 16.03.1997       | 186              | atakująca        |
| 11             | Agata Babicz                   | 16.03.1986       | 171              | przyjmująca      |
| 13             | Paulina Bałdyga                | 24.07.1996       | 174              | rozgrywająca     |
| 14             | Kaiyi Ren (od 30.01.2020)      | 14.12.1991       | 182              | przyjmująca      |
| 16             | Anna Lewandowska               | 02.12.1995       | 187              | środkowa         |
| 18             | Karolina Garstka               | 06.11.2000       | 173              | libero           |
| 20             | Anna Bączyńska                 | 31.12.1995       | 187              | przyjmująca      |
|                | Błażej Krzyształowicz          | Trener           | Trener           | Trener           |
|                | Adam Czekaj                    | Asystent trenera | Asystent trenera | Asystent trenera |

| KS Developres Rzeszów | KS Developres Rzeszów        | KS Developres Rzeszów | KS Developres Rzeszów | KS Developres Rzeszów |
| Nr                    | Imię i nazwisko              | Data ur.              | Wzrost                | Pozycja               |
| --------------------- | ---------------------------- | --------------------- | --------------------- | --------------------- |
| 1                     | Alexandra Frantti            | 03.03.1996            | 185                   | przyjmująca           |
| 2                     | Gabriela Polańska            | 27.11.1988            | 200                   | środkowa              |
| 3                     | Kamila Witkowska             | 02.12.1991            | 191                   | środkowa              |
| 4                     | Magdalena Grabka             | 19.05.1994            | 177                   | przyjmująca           |
| 5                     | Magdalena Hawryła            | 01.01.1989            | 190                   | środkowa              |
| 7                     | Jelena Blagojević            | 01.12.1988            | 181                   | przyjmująca           |
| 9                     | Anna Kaczmar                 | 26.09.1985            | 180                   | rozgrywająca          |
| 10                    | Zuzanna Efimienko-Młotkowska | 08.08.1989            | 196                   | środkowa              |
| 12                    | Michaela Mlejnková           | 26.07.1996            | 184                   | przyjmująca           |
| 14                    | Natalia Valentin-Anderson    | 12.09.1989            | 170                   | rozgrywająca          |
| 15                    | Tamara Gałucha               | 20.03.1990            | 182                   | atakująca             |
| 17                    | Aleksandra Krzos             | 23.06.1989            | 181                   | libero                |
| 18                    | Katarzyna Zaroślińska-Król   | 03.02.1987            | 187                   | atakująca             |
| 20                    | Daria Przybyła               | 30.05.1991            | 172                   | libero                |
|                       | Stéphane Antiga              | Trener                | Trener                | Trener                |
|                       | Bartłomiej Dąbrowski         | Asystent trenera      | Asystent trenera      | Asystent trenera      |

| Grupa Azoty Chemik Police | Grupa Azoty Chemik Police       | Grupa Azoty Chemik Police | Grupa Azoty Chemik Police | Grupa Azoty Chemik Police |
| Nr                        | Imię i nazwisko                 | Data ur.                  | Wzrost                    | Pozycja                   |
| ------------------------- | ------------------------------- | ------------------------- | ------------------------- | ------------------------- |
| 1                         | Ewelina Polak                   | 17.04.1993                | 176                       | rozgrywająca              |
| 2                         | Martyna Grajber                 | 28.03.1995                | 180                       | przyjmująca               |
| 3                         | Iryna Truszkina                 | 03.12.1986                | 188                       | środkowa                  |
| 4                         | Marlena Kowalewska              | 09.01.1992                | 176                       | rozgrywająca              |
| 6                         | Agnieszka Bednarek-Kasza        | 20.02.1986                | 186                       | środkowa                  |
| 7                         | Katarzyna Połeć (od 30.01.2020) | 13.02.1989                | 191                       | środkowa                  |
| 8                         | Pola Nowakowska                 | 30.01.1996                | 181                       | libero                    |
| 9                         | Iga Wasilewska                  | 25.04.1994                | 183                       | środkowa                  |
| 10                        | Wilma Salas                     | 09.03.1991                | 188                       | przyjmująca               |
| 11                        | Martyna Łukasik                 | 26.11.1999                | 190                       | atakująca                 |
| 12                        | Anna Łozowska (do 30.01.2020)   | 16.03.1993                | 184                       | środkowa                  |
| 13                        | Paulina Maj-Erwardt             | 22.03.1987                | 166                       | libero                    |
| 14                        | Natalia Mędrzyk                 | 13.01.1992                | 184                       | przyjmująca               |
| 17                        | Gyselle Silva                   | 29.10.1991                | 184                       | atakująca                 |
|                           | Ferhat Akbaş                    | Trener                    | Trener                    | Trener                    |
|                           | Marek Mierzwiński               | Asystent trenera          | Asystent trenera          | Asystent trenera          |

| BKS Stal Bielsko-Biała | BKS Stal Bielsko-Biała         | BKS Stal Bielsko-Biała | BKS Stal Bielsko-Biała | BKS Stal Bielsko-Biała |
| Nr                     | Imię i nazwisko                | Data ur.               | Wzrost                 | Pozycja                |
| ---------------------- | ------------------------------ | ---------------------- | ---------------------- | ---------------------- |
| 1                      | Marta Wellna                   | 07.04.1988             | 178                    | przyjmująca            |
| 2                      | Marta Krajewska                | 20.05.1998             | 176                    | rozgrywająca           |
| 3                      | Olivia Różański                | 05.06.1997             | 184                    | przyjmująca            |
| 5                      | Alicia Ogoms (od 29.11.2019)   | 02.04.1994             | 194                    | środkowa               |
| 6                      | Magdalena Kowalczyk            | 14.03.1990             | 185                    | atakująca              |
| 7                      | Nicole Edelman (od 10.01.2020) | 14.04.1994             | 185                    | rozgrywająca           |
| 8                      | Ewelina Janicka                | 04.11.1994             | 193                    | środkowa               |
| 10                     | Andrea Kossanyiová             | 06.08.1993             | 185                    | przyjmująca            |
| 11                     | Dagmara Dąbrowska              | 24.01.1998             | 186                    | przyjmująca            |
| 12                     | Carly DeHoog                   | 14.10.1994             | 195                    | atakująca              |
| 13                     | Martyna Świrad                 | 05.01.1998             | 182                    | środkowa               |
| 15                     | Kornelia Moskwa                | 30.10.1996             | 186                    | środkowa               |
| 16                     | Kinga Drabek                   | 10.05.1998             | 169                    | libero                 |
| 18                     | Pavla Šmídová (do 06.12.2019)  | 12.11.1992             | 180                    | rozgrywająca           |
|                        | Adriana Adamek (od 28.01.2020) | 23.09.1998             | 178                    | libero                 |
|                        | Bartłomiej Piekarczyk          | Trener                 | Trener                 | Trener                 |
|                        | Łukasz Sasnal                  | Asystent trenera       | Asystent trenera       | Asystent trenera       |

| Bank Pocztowy Pałac Bydgoszcz | Bank Pocztowy Pałac Bydgoszcz | Bank Pocztowy Pałac Bydgoszcz | Bank Pocztowy Pałac Bydgoszcz | Bank Pocztowy Pałac Bydgoszcz |
| Nr                            | Imię i nazwisko               | Data ur.                      | Wzrost                        | Pozycja                       |
| ----------------------------- | ----------------------------- | ----------------------------- | ----------------------------- | ----------------------------- |
| 1                             | Patrycja Balmas               | 23.02.1991                    | 182                           | przyjmująca                   |
| 3                             | Monika Jagła                  | 04.01.2000                    | 175                           | libero                        |
| 4                             | Marta Ziółkowska              | 02.11.1995                    | 188                           | środkowa                      |
| 5                             | Anna Stencel                  | 28.08.1995                    | 187                           | środkowa                      |
| 6                             | Julia Reszelewska             | 29.05.2000                    | 180                           | libero                        |
| 7                             | Magdalena Mazurek             | 12.09.1983                    | 182                           | rozgrywająca                  |
| 8                             | Ewelina Żurowska              | 10.08.1992                    | 175                           | przyjmująca                   |
| 9                             | Tereza Vanžurová              | 04.04.1991                    | 186                           | atakująca                     |
| 11                            | Marta Biedziak                | 17.04.1993                    | 173                           | rozgrywająca                  |
| 12                            | Natalia Lijewska              | 23.07.2001                    | 189                           | przyjmująca                   |
| 13                            | Kinga Różyńska                | 12.07.1998                    | 189                           | środkowa                      |
| 14                            | Monika Fedusio                | 06.11.1999                    | 183                           | przyjmująca                   |
| 16                            | Izabella Rapacz               | 25.09.1995                    | 188                           | atakująca                     |
|                               | Piotr Matela                  | Trener                        | Trener                        | Trener                        |
|                               | Jakub Tęcza                   | Asystent trenera              | Asystent trenera              | Asystent trenera              |

| Energa MKS Kalisz | Energa MKS Kalisz                 | Energa MKS Kalisz | Energa MKS Kalisz | Energa MKS Kalisz |
| Nr                | Imię i nazwisko                   | Data ur.          | Wzrost            | Pozycja           |
| ----------------- | --------------------------------- | ----------------- | ----------------- | ----------------- |
| 1                 | Hillary Hurley                    | 07.11.1989        | 188               | przyjmująca       |
| 2                 | Katarzyna Wawrzyniak              | 14.03.1990        | 177               | rozgrywająca      |
| 3                 | Monika Ptak                       | 14.05.1990        | 187               | środkowa          |
| 5                 | Małgorzata Jasek                  | 14.03.1995        | 191               | środkowa          |
| 6                 | Anna Miros                        | 30.10.1985        | 196               | atakująca         |
| 7                 | Adrianna Rybak                    | 29.09.2000        | 186               | środkowa          |
| 8                 | Zuzanna Szperlak                  | 20.07.2000        | 177               | przyjmująca       |
| 9                 | Weronika Centka                   | 06.09.2000        | 191               | środkowa          |
| 10                | Adela Helić                       | 24.02.1990        | 185               | atakująca         |
| 11                | Adrianna Budzoń                   | 18.11.1991        | 178               | rozgrywająca      |
| 12                | Jovana Vesović                    | 21.06.1987        | 182               | przyjmująca       |
| 14                | Ewelina Brzezińska                | 26.01.1988        | 182               | przyjmująca       |
| 16                | Klaudia Kulig                     | 01.05.1997        | 173               | libero            |
| 17                | Ljubica Kecman                    | 10.12.1993        | 180               | przyjmująca       |
| 18                | Justyna Łysiak                    | 20.01.1999        | 173               | libero            |
|                   | Julia Szczurowska (od 31.01.2020) | 29.07.2001        | 188               | atakująca         |
|                   | Jacek Pasiński                    | Trener            | Trener            | Trener            |
|                   | Marcin Widera                     | Asystent trenera  | Asystent trenera  | Asystent trenera  |

| Radomka Radom | Radomka Radom                        | Radomka Radom    | Radomka Radom    | Radomka Radom    |
| Nr            | Imię i nazwisko                      | Data ur.         | Wzrost           | Pozycja          |
| ------------- | ------------------------------------ | ---------------- | ---------------- | ---------------- |
| 1             | Julieta Constanza Lazcano            | 25.07.1989       | 190              | środkowa         |
| 2             | Anna Bodasińska                      | 15.06.1998       | 172              | libero           |
| 3             | Agata Witkowska                      | 19.08.1989       | 170              | libero           |
| 4             | Klaudia Laskowska                    | 23.01.2000       | 188              | środkowa         |
| 7             | Paulina Szpak                        | 11.10.1991       | 185              | rozgrywająca     |
| 8             | Izabela Bałucka                      | 15.02.1993       | 185              | środkowa         |
| 9             | Marharyta Azizowa                    | 25.04.1993       | 186              | atakująca        |
| 11            | Sonia Kubacka                        | 27.02.1996       | 181              | środkowa         |
| 12            | Oliwia Bałuk                         | 17.05.2000       | 175              | przyjmująca      |
| 13            | Renata Biała                         | 22.06.1992       | 177              | przyjmująca      |
| 17            | Majka Szczepańska                    | 24.04.1995       | 181              | atakująca        |
| 14            | Paulina Zaborowska                   | 07.06.2000       | 179              | rozgrywająca     |
| 15            | Katarzyna Olczyk (od 31.01.2020)     | 10.09.1988       | 181              | rozgrywająca     |
| 16            | Emilia Mucha                         | 07.12.1993       | 186              | przyjmująca      |
| 20            | Veronica Jones-Perry (od 20.01.2020) | 20.01.1997       | 180              | przyjmująca      |
|               | Adam Grabowski                       | Trener           | Trener           | Trener           |
|               | Radosław Wodziński                   | Asystent trenera | Asystent trenera | Asystent trenera |

| PTPS Piła | PTPS Piła                       | PTPS Piła        | PTPS Piła        | PTPS Piła        |
| Nr        | Imię i nazwisko                 | Data ur.         | Wzrost           | Pozycja          |
| --------- | ------------------------------- | ---------------- | ---------------- | ---------------- |
| 1         | Judyta Gawlak                   | 06.11.1990       | 185              | środkowa         |
| 2         | Paula Słonecka                  | 09.04.1992       | 180              | przyjmująca      |
| 4         | Karolina Bednarek               | 31.10.1988       | 190              | środkowa         |
| 7         | Rozalia Hnatyszyn               | 17.08.2000       | 183              | przyjmująca      |
| 8         | Magdalena Saad                  | 14.05.1985       | 168              | libero           |
| 11        | Gabriela Ponikowska             | 20.05.1993       | 185              | środkowa         |
| 14        | Emilia Szubert                  | 10.03.1992       | 180              | rozgrywająca     |
| 16        | Olga Markiewicz                 | 01.06.1999       | 185              | przyjmująca      |
| 17        | Aleksandra Kazała               | 12.07.1996       | 180              | przyjmująca      |
| 19        | Marta Janiszewska               | 29.07.2000       | 187              | atakująca        |
| 20        | Anna Pawłowska                  | 22.12.1998       | 169              | libero           |
| 21        | Oliwia Urban                    | 21.11.1996       | 183              | przyjmująca      |
| 22        | Sylwia Bolimowska               | 08.11.1995       | 178              | rozgrywająca     |
| 23        | Żaneta Baran                    | 23.08.1989       | 189              | atakująca        |
|           | Daria Dąbrowska (od 31.01.2020) | 15.06.1996       | 181              | przyjmująca      |
|           | Mirosław Zawieracz              | Trener           | Trener           | Trener           |
|           | Mateusz Czerwiński              | Asystent trenera | Asystent trenera | Asystent trenera |

| DPD Legionovia Legionowo | DPD Legionovia Legionowo      | DPD Legionovia Legionowo | DPD Legionovia Legionowo | DPD Legionovia Legionowo |
| Nr                       | Imię i nazwisko               | Data ur.                 | Wzrost                   | Pozycja                  |
| ------------------------ | ----------------------------- | ------------------------ | ------------------------ | ------------------------ |
| 1                        | Maja Tokarska                 | 22.02.1991               | 193                      | środkowa                 |
| 3                        | Julie Oliveira Souza          | 01.04.1995               | 194                      | atakująca                |
| 4                        | Magdalena Karpińska           | 24.08.1996               | 181                      | rozgrywająca             |
| 6                        | Kamila Dyduła (do 07.12.2019) | 27.12.1998               | 187                      | atakująca                |
| 7                        | Magdalena Damaske             | 19.02.1996               | 186                      | przyjmująca              |
| 8                        | Žana Zdovc Sporer             | 22.03.2002               | 188                      | przyjmująca              |
| 9                        | Alicja Wójcik                 | 10.11.1994               | 186                      | środkowa                 |
| 10                       | Agnieszka Adamek              | 04.01.1996               | 166                      | libero                   |
| 11                       | Izabela Lemańczyk             | 11.12.1990               | 169                      | libero                   |
| 12                       | Olga Strandzali               | 12.01.1996               | 185                      | przyjmująca              |
| 16                       | Juliette Fidon-Lebleu         | 28.10.1996               | 184                      | przyjmująca              |
| 17                       | Justyna Łukasik               | 27.01.1993               | 187                      | środkowa                 |
| 21                       | Alicja Grabka                 | 09.05.1998               | 178                      | rozgrywająca             |
| 62                       | Marta Matejko                 | 21.12.1998               | 197                      | przyjmująca              |
|                          | Alessandro Chappini           | Trener                   | Trener                   | Trener                   |
|                          | Adrian Chyliński              | Asystent trenera         | Asystent trenera         | Asystent trenera         |

| Volleyball Wrocław | Volleyball Wrocław            | Volleyball Wrocław | Volleyball Wrocław | Volleyball Wrocław |
| Nr                 | Imię i nazwisko               | Data ur.           | Wzrost             | Pozycja            |
| ------------------ | ----------------------------- | ------------------ | ------------------ | ------------------ |
| 1                  | Roksana Wers                  | 02.09.1993         | 180                | przyjmująca        |
| 3                  | Klaudia Felak                 | 20.04.1999         | 186                | przyjmująca        |
| 4                  | Łucja Kuriata                 | 05.05.2000         | 182                | środkowa           |
| 5                  | Aleksandra Gancarz            | 17.05.1994         | 187                | środkowa           |
| 6                  | Aleksandra Rasińska           | 06.11.1998         | 190                | atakująca          |
| 7                  | Natalia Gajewska              | 24.05.1994         | 175                | rozgrywająca       |
| 8                  | Magdalena Soter               | 23.05.1988         | 191                | środkowa           |
| 9                  | Natalia Murek                 | 08.09.1999         | 180                | przyjmująca        |
| 11                 | Dominika Mras                 | 19.04.1996         | 181                | rozgrywająca       |
| 12                 | Magdalena Dzikowicz           | 02.01.1994         | 161                | libero             |
| 13                 | Anna Łozowska (od 30.01.2020) | 16.03.1993         | 184                | środkowa           |
| 15                 | Karolina Pancewicz            | 04.01.1999         | 172                | libero             |
| 17                 | Kinga Kasprzak                | 12.06.1987         | 188                | przyjmująca        |
| 18                 | Roksana Irzemska              | 07.05.1998         | 184                | atakująca          |
| 19                 | Kinga Hatala (od 30.01.2020)  | 17.07.1989         | 189                | atakująca          |
| 22                 | Karolina Fedorek              | 14.04.1994         | 184                | środkowa           |
|                    | Wojciech Kurczyński           | Trener             | Trener             | Trener             |
|                    | Tomasz Kowalski               | Asystent trenera   | Asystent trenera   | Asystent trenera   |

| Wisła Warszawa | Wisła Warszawa                    | Wisła Warszawa   | Wisła Warszawa   | Wisła Warszawa   |
| Nr             | Imię i nazwisko                   | Data ur.         | Wzrost           | Pozycja          |
| -------------- | --------------------------------- | ---------------- | ---------------- | ---------------- |
| 1              | Adriana Adamek (do 28.01.2020)    | 23.09.1998       | 178              | libero           |
| 3              | Katarzyna Marcyniuk               | 25.07.1995       | 182              | przyjmująca      |
| 5              | Nikolle Correa (do 08.01.2020)    | 13.02.1985       | 184              | przyjmująca      |
| 6              | Agnieszka Banasiak                | 04.09.1996       | 184              | środkowa         |
| 7              | Katarzyna Urbanowicz              | 20.03.1996       | 181              | środkowa         |
| 8              | Ewelina Mikołajewska              | 20.06.1992       | 182              | przyjmująca      |
| 9              | Aleksandra Szymańska              | 02.06.1991       | 190              | środkowa         |
| 10             | Katarzyna Połeć (do 28.01.2020)   | 13.02.1989       | 191              | środkowa         |
| 11             | Joyce Silva (do 28.12.2019)       | 13.06.1984       | 190              | atakująca        |
| 13             | Ołena Nowhorodczenko              | 05.02.1988       | 179              | rozgrywająca     |
| 14             | Katarzyna Olczyk (do 08.01.2020)  | 10.09.1988       | 181              | rozgrywająca     |
| 16             | Aleksandra Lipska (do 08.01.2020) | 25.02.1998       | 184              | przyjmująca      |
|                | Dejan Desnica                     | Trener           | Trener           | Trener           |
|                | Joanna Mirek                      | Asystent trenera | Asystent trenera | Asystent trenera |

## Transfery
| ŁKS Commercecon Łódź | ŁKS Commercecon Łódź |
| Przychodzą | Odchodzą |
| --- | --- |
| - Marek Solarewicz (I trener) (Volleyball Wrocław) - Katarina Lazović (Vizura Belgrad) - Eva Mori (Voléro Le Cannet) - Nicole Edelman (Béziers Volley) - Joanna Pacak (UNI Opole) - Natalia Skrzypkowska (E.Leclerc Radomka Radom) - Oliwia Laszczyk (wychowanka) - Natalia Dróżdż (wychowanka) | - Michal Mašek (I trener) (PAOK Saloniki) - Regiane Bidias (Bartoccini Gioiellerie Perugia) - Lucie Mühlsteinová (szuka klubu) - Zuzanna Efimienko-Młotkowska (KS DevelopRes Rzeszów) - Marta Wójcik (przerwa w karierze) - Agata Wawrzyńczyk (urlop macierzyński) |
| w trakcie sezonu | |
| - Giuseppe Cuccarini (I trener) (Golden Tulip 2.0 Volalto Caserta) - Valeria Caracuta (Volley Millenium Brescia) | - Nicole Edelman (BKS Stal Bielsko-Biała) |

| Grot Budowlani Łódź | Grot Budowlani Łódź |
| Przychodzą | Odchodzą |
| --- | --- |
| - Charlotte Leys (Galatasaray SK) - Anastasija Krajduba (Jenisiej Krasnojarsk) - Gabriela Maciągowski (Loyola University Chicago) - Julia Nowicka (BKS Stal Bielsko-Biała) - Paulina Bałdyga (UKS Jedynka Tarnów) - Anna Lewandowska (Wisła Warszawa) | - Jovana Brakočević (Igor Gorgonzola Novara) - Femke Stoltenborg (CS Volei Alba-Blaj) - Magdalena Stysiak (Savino Del Bene Scandicci) - Gabriela Polańska (KS DevelopRes Rzeszów) - Ewelina Tobiasz (KS Energetyk Poznań) - Oliwia Urban (Enea PTPS Piła) - Justyna Kędziora (KSZO Ostrowiec Świętokrzyski) |
| w trakcie sezonu | |
| - Kaiyi Ren (Beijing BAW) | - Charlotte Leys (szuka klubu) |

| KS DevelopRes Rzeszów | KS DevelopRes Rzeszów |
| Przychodzą | Odchodzą |
| --- | --- |
| - Stéphane Antiga (trener) (Onico Warszawa) - Natalia Valentin-Anderson (AS Saint-Raphaël VB) - Alexandra Frantti (ASPTT Miluza) - Aleksandra Krzos (KPS Chemik Police) - Zuzanna Efimienko-Młotkowska (ŁKS Commercecon Łódź) - Gabriela Polańska (Grot Budowlani Łódź) - Tamara Gałucha (KS Pałac Bydgoszcz) - Anna Kaczmar (Cuneo Volley) - Magdalena Grabka (WTS Solna Wieliczka) - Daria Bąkowska (WTS Solna Wieliczka) | - Hélène Rousseaux (Nilüfer Belediyespor) - Petja Barakowa (Voléro Le Cannet) - Ewa Janewa (Voléro Le Cannet) - Maja Tokarska (DPD Legionovia Legionowo) - Agata Sawicka (szuka klubu) - Agnieszka Rabka (zakończenie kariery) - Dorota Medyńska (szuka klubu) - Kinga Hatala (Cda Volley Talmassons) - Katarzyna Żabińska (szuka klubu) - Barbara Zakościelna (szuka klubu) |

| Grupa Azoty Chemik Police | Grupa Azoty Chemik Police |
| Przychodzą | Odchodzą |
| --- | --- |
| - Ferhat Akbaş (I trener) (CSM Bukareszt) - Wilma Salas (Cuneo Volley) - Gyselle Silva (Reale Mutua Fenera Chieri) - Iryna Truszkina (CSM Bukareszt) - Paulina Maj-Erwardt (BKS Stal Bielsko-Biała) - Ewelina Polak (DPD Legionovia Legionowo) - Anna Łozowska (Volleyball Wrocław) - Pola Nowakowska (powrót po przerwie) | - Marcello Abbondanza (I trener) (Zanetti Volley Bergamo) - Chiaka Ogbogu (Imoco Volley Conegliano) - Slađana Mirković (Zanetti Volley Bergamo) - Bianka Buša (CS Volei Alba-Blaj) - Sanja Gamma (CS Volei Alba-Blaj) - Aleksandra Krzos (KS DevelopRes Rzeszów) - Justyna Łysiak (Energa MKS Kalisz) - Justyna Łukasik (DPD Legionovia Legionowo) |
| w trakcie sezonu | |
| - Katarzyna Połeć (Wisła Warszawa) | - Anna Łozowska (Volleyball Wrocław) |

| BKS Stal Bielsko-Biała | BKS Stal Bielsko-Biała |
| Przychodzą | Odchodzą |
| --- | --- |
| - Pavla Šmídová (PVK Olymp Praga) - Andrea Kossanyiová (SK UP Ołomuniec) - Carly DeHoog (Örebro VBS) - Kinga Drabek (E.Leclerc Radomka Radom) - Ewelina Janicka (Energa MKS Kalisz) - Magdalena Kowalczyk (AZS Politechnika Śląska Gliwice) - Dagmara Dąbrowska (Joker Świecie) | - Nina Herelová (Vandœuvre Nancy Volley-Ball) - Katarzyna Konieczna (zakończenie kariery) - Paulina Maj-Erwardt (KPS Chemik Police) - Julia Nowicka (Grot Budowlani Łódź) - Emilia Mucha (E.Leclerc Radomka Radom) - Magdalena Jagodzińska (San-Pajda Jarosław) - Dominika Kozyra (PWSZ Karpaty Krosno) - Klaudia Kubacka (PLKS Pszczyna) |
| w trakcie sezonu | |
| - Alicia Ogoms (Energa MKS Kalisz) - Nicole Edelman (ŁKS Commercecon Łódź) - Adriana Adamek (Wisła Warszawa) | - Pavla Šmídová (urlop macierzyński) |

| Bank Pocztowy Pałac Bydgoszcz | Bank Pocztowy Pałac Bydgoszcz |
| Przychodzą | Odchodzą |
| --- | --- |
| - Tereza Vanžurová (bez klubu) - Izabella Rapacz (KS Energetyk Poznań) - Marta Biedziak (Dauphines Charleroi) - Anna Stencel (Enea PTPS Piła) - Julia Reszelewska (Bank Pocztowy Pałac Bydgoszcz (Młoda Liga Kobiet)) - Natalia Lijewska (SMS PZPS Szczyrk) | - Natalia Misiuna (szuka klubu) - Tamara Gałucha (KS DevelopRes Rzeszów) - Joanna Kuligowska (szuka klubu) - Małgorzata Andersohn (Arkansas State University) |

| Energa MKS Kalisz | Energa MKS Kalisz |
| Przychodzą | Odchodzą |
| --- | --- |
| - Marcin Widera (II trener) (UKS Mickiewicz Kluczbork) - Adela Helić (RC Cannes) - Hillary Hurley (Volley Soverato) - Monika Ptak (powrót po przerwie) - Justyna Łysiak (KPS Chemik Police) - Małgorzata Jasek (DPD Legionovia Legionowo) - Adrianna Rybak (SMS PZPS Szczyrk) - Weronika Centka (SMS PZPS Szczyrk) - Zuzanna Szperlak (SPS Volley Piła) - Marta Budnik (SPS Volley Piła) | - Alicia Ogoms (BKS Stal Bielsko-Biała) - Rebecka Lazic (Bartoccini Gioiellerie Perugia) - Ewelina Janicka (BKS Stal Bielsko-Biała) - Natalia Strózik (Grupa Azoty PWSZ Tarnów) - Aleksandra Wańczyk (szuka klubu) - Kinga Dybek (KS Energetyk Poznań) - Małgorzata Sobolewska (szuka klubu) - Agata Nowak (KS Energetyk Poznań) - Anna Głowiak (szuka klubu) - Aleksandra Cygan (UKS Szóstka Mielec) |
| w trakcie sezonu | |
| - Jovana Vesović (Samsun Anakent) - Julia Szczurowska (RC Cannes) | |

| E.Leclerc Radomka Radom | E.Leclerc Radomka Radom |
| Przychodzą | Odchodzą |
| --- | --- |
| - Marharyta Azizowa (Enea PTPS Piła) - Julieta Constanza Lazcano (Curitiba Vôlei) - Mia Jerkov (Beşiktaş JK) - Agata Witkowska (powrót z urlopu macierzyńskiego) - Emilia Mucha (BKS Stal Bielsko-Biała) - Anna Bodasińska (MKS Dąbrowa Górnicza) - Paulina Szpak (Enea PTPS Piła) - Paulina Zaborowska (SMS PZPS Szczyrk) - Klaudia Laskowska (SMS PZPS Szczyrk) - Oliwia Baluk (SMS PZPS Szczyrk) | - Brittany Abercrombie (SC Potsdam) - Sara Sakradžija (Pays d’Aix Venelles) - Szafagat Aliszanowa (RK Jászberény) - Alicja Grabka (LTS Legionovia Legionowo) - Kinga Drabek (BKS Stal Bielsko-Biała) - Natalia Skrzypkowska (ŁKS Commercecon Łódź) - Olga Samul (KSZO Ostrowiec Świętokrzyski) - Julita Molenda (Grupa Azoty PWSZ Tarnów) - Gabriela Ponikowska (Enea PTPS Piła) - Gabriela Borawska (Budowlani Toruń) - Maja Pelczarska (PWSZ Karpaty Krosno) |
| w trakcie sezonu | |
| - Adam Grabowski (I trener) (MKS Dąbrowa Górnicza) - Veronica Jones-Perry (Banca Valsabbina Millenium Brescia) - Katarzyna Olczyk (Wisła Warszawa) | - Jacek Skrok (I trener) - Mia Jerkov (Békéscsabai Röplabda SE) - Emilia Mucha (szuka klubu) |

| Enea PTPS Piła | Enea PTPS Piła |
| Przychodzą | Odchodzą |
| --- | --- |
| - Mirosław Zawieracz (I trener) (Budowlani Toruń) - Magdalena Saad (San-Pajda Jarosław) - Oliwia Urban (Grot Budowlani Łódź) - Emilia Szubert (powrót z urlopu macierzyńskiego) - Żaneta Baran (Wisła Warszawa) - Aleksandra Kazała (American University) - Karolina Bednarek (Budowlani Toruń) - Sylwia Bolimowska (Budowlani Toruń) - Gabriela Ponikowska (E.Leclerc Radomka Radom) - Judyta Gawlak (WTS Solna Wieliczka) - Rozalia Hnatyszyn (SMS PZPS Szczyrk) - Olga Markiewicz (SMS Police) - Marta Janiszewska (SPS Volley Piła) | - Alessandro Chiappini (I trener) (DPD Legionovia Legionowo) - Marharyta Azizowa (E.Leclerc Radomka Radom) - Olga Strandzali (DPD Legionovia Legionowo) - Izabela Lemańczyk (DPD Legionovia Legionowo) - Klaudia Kaczorowska (PAOK Saloniki) - Aleksandra Trojan (AZS Politechnika Śląska Gliwice) - Paulina Szpak (E.Leclerc Radomka Radom) - Anna Stencel (Bank Pocztowy Pałac Bydgoszcz) - Monika Kacprzak (KSZO Ostrowiec Świętokrzyski) - Kamila Kobus (KSZO Ostrowiec Świętokrzyski) - Patrycja Chrzan (AZS Politechnika Śląska Gliwice) |
| w trakcie sezonu | |
| - Daria Dąbrowska (Budowlani Toruń) | |

| DPD Legionovia Legionowo | DPD Legionovia Legionowo |
| Przychodzą | Odchodzą |
| --- | --- |
| - Alessandro Chiappini (I trener) (Enea PTPS Piła) - Olga Strandzali (Enea PTPS Piła) - Julie Oliveira Souza (Municipal Olympique Mougins VB) - Juliette Fidon-Lebleu (Béziers Volley) - Žana Zdovc Sporer (Formula Formis) - Alicja Grabka (E.Leclerc Radomka Radom) - Maja Tokarska (KS DevelopRes Rzeszów) - Izabela Lemańczyk (Enea PTPS Piła) - Justyna Łukasik (KPS Chemik Police) - Marta Matejko (UKS Szóstka Mielec) - Magdalena Karpińska (BlueSoft Mazovia Warszawa) - Kamila Dyduła (AZS Politechnika Śląska Gliwice) | - Kryscina Kicka (szuka klubu) - Zuzanna Górecka (Igor Gorgonzola Novara) - Ewelina Polak (KPS Chemik Police) - Małgorzata Skorupa (szuka klubu) - Małgorzata Jasek (Energa MKS Kalisz) - Beata Olenderek (szuka klubu) - Adriana Adamek (Wisła Warszawa) |
| w trakcie sezonu | |
| | - Kamila Dyduła (KSZO Ostrowiec Świętokrzyski) |

| Volleyball Wrocław | Volleyball Wrocław |
| Przychodzą | Odchodzą |
| --- | --- |
| - Wojciech Kurczyński (I trener) (szuka klubu) - Kinga Kasprzak (KSZO Ostrowiec Świętokrzyski) - Dominika Mras (UNI Opole) - Karolina Fedorek (WTS Solna Wieliczka) | - Marek Solarewicz (I trener) (ŁKS Commercecon Łódź) - Monika Potokar (Panathinaikos Ateny) - Karolina Piśla (WTS Solna Wieliczka) - Anna Łozowska (Grupa Azoty Chemik Police) - Weronika Wołodko (UNI Opole) - Jolanta Kelner (szuka klubu) |
| w trakcie sezonu | |
| - Kinga Hatala (Cda Volley Talmassons) - Anna Łozowska (Grupa Azoty Chemik Police)                                                                                  | |

| Wisła Warszawa | Wisła Warszawa |
| Przychodzą | Odchodzą |
| --- | --- |
| - Agnieszka Rabka (I trener) - Joyce Silva (Fluminense Vôlei) - Nikolle Correa (Generika Ayala Lifesavers) - Adriana Adamek (DPD Legionovia Legionowo) - Katarzyna Olczyk (AZS Politechnika Śląska Gliwice) - Aleksandra Lipska (MKS Dąbrowa Górnicza) | - Ewa Cabajewska (I trener) (szuka klubu) - Anna Lewandowska (Grot Budowlani Łódź) - Żaneta Baran (Enea PTPS Piła) - Jowita Jaroszewicz (Grupa Azoty PWSZ Tarnów) - Anna Gawęcka (szuka klubu) - Angelika Bulbak (szuka klubu) - Alicja Markiewicz (szuka klubu)                       |
| w trakcie sezonu | |
| - Dejan Desnica (I trener) | - Agnieszka Rabka (I trener) (szuka klubu) - Joyce Silva (szuka klubu) - Nikolle Correa (szuka klubu) - Katarzyna Połeć (Grupa Azoty Chemik Police) - Katarzyna Olczyk (E.Leclerc Radomka Radom) - Adriana Adamek (BKS Stal Bielsko-Biała) - Aleksandra Lipska (Roana CBF HR Macerata) |